# Kangersuatsiaq
Kangersuatsiaq (o Prøven) è un piccolo villaggio della Groenlandia di 237 abitanti. Si trova su una penisoletta sulla Baia di Baffin, 51 km a sud di Upernavik; appartiene al comune di Avannaata. È stato eletto per vari anni il più bel villaggio della Groenlandia. Kangersuatsiaq si trova all'interno dell'arcipelago di Upernavik, un vasto arcipelago di piccole isole sulla costa della baia nord-orientale di Baffin